# Three Days Grace
I Three Days Grace (abbreviati in 3DG o, talvolta, in TDG) sono un gruppo musicale canadese formatosi nel 1997 a Norwood, Ontario.

## Storia del gruppo

### Da Groundswell a Three Days Grace (1992-1997)
I Groundswell erano una band alternative rock formatasi nel 1992 a Norwood, nell'Ontario. In quel periodo, la formazione del gruppo era formata dal cantante Adam Gontier, dal batterista Neil Sanderson, dal bassista Brad Walst, dal chitarrista solista Phil Crowe e dal chitarrista ritmico Joe Grant. Molti dei membri frequentavano ancora le scuole superiori quando la band si formò. Con questa formazione a cinque nel 1995 pubblicarono un album, Wave of Popular Feeling, di cui sono state prodotte soltanto 150 copie. La band si sciolse nello stesso anno.

### Primi anni (1997-2002)
Nel 1997 Gontier, Sanderson e Walst formarono un nuovo gruppo chiamato "Three Days Grace". Il cantante Adam Gontier ha spiegato in più di un'intervista che il significato del nome non è religioso (contiene la parola "Grace", grazia) ma riguarda un senso di urgenza, un'esigenza di cambiamento da realizzare in tre giorni, e l'idea viene da un termine contabile: i tre giorni di grazia per il pagamento di un debito.
Gontier, che con la precedente band si occupava solo delle parti vocali, con la nuova formazione divenne oltre che cantante anche chitarrista. In seguito, a Toronto, la band entrò in contatto con il produttore locale Gavin Brown. I 3DG gli consegnarono diversi anni di materiale che essi avevano prodotto sin dalla formazione dei primi anni, ed egli scelse quello che giudicò più fruttuoso per il successo.
Nel 2000 Brown e la band pubblicarono un demo che diedero alla EMI Music Publishing Canada, intitolato Three Days Grace Demo e prodotto in sole 100 copie. Tuttavia la casa discografica volle sentire più materiale, e con la produzione di Gavin Brown, la band compose la canzone I Hate Everything About You, che attrasse l'interesse di diverse case discografiche. I 3DG firmarono un contratto con la Jive Records dopo essere stati contattati dal presidente della società.

### Three Days Grace(2003–2005)
Dopo aver firmato con la Jive Records, la band andò allo studio di registrazione Long View Farm, situato a North Brookfield, in Massachusetts, per registrare il loro album di debutto. L'album, intitolato Three Days Grace come il nome della band, venne terminato a Woodstock, nello Stato di New York, e pubblicato il 22 luglio del 2003.

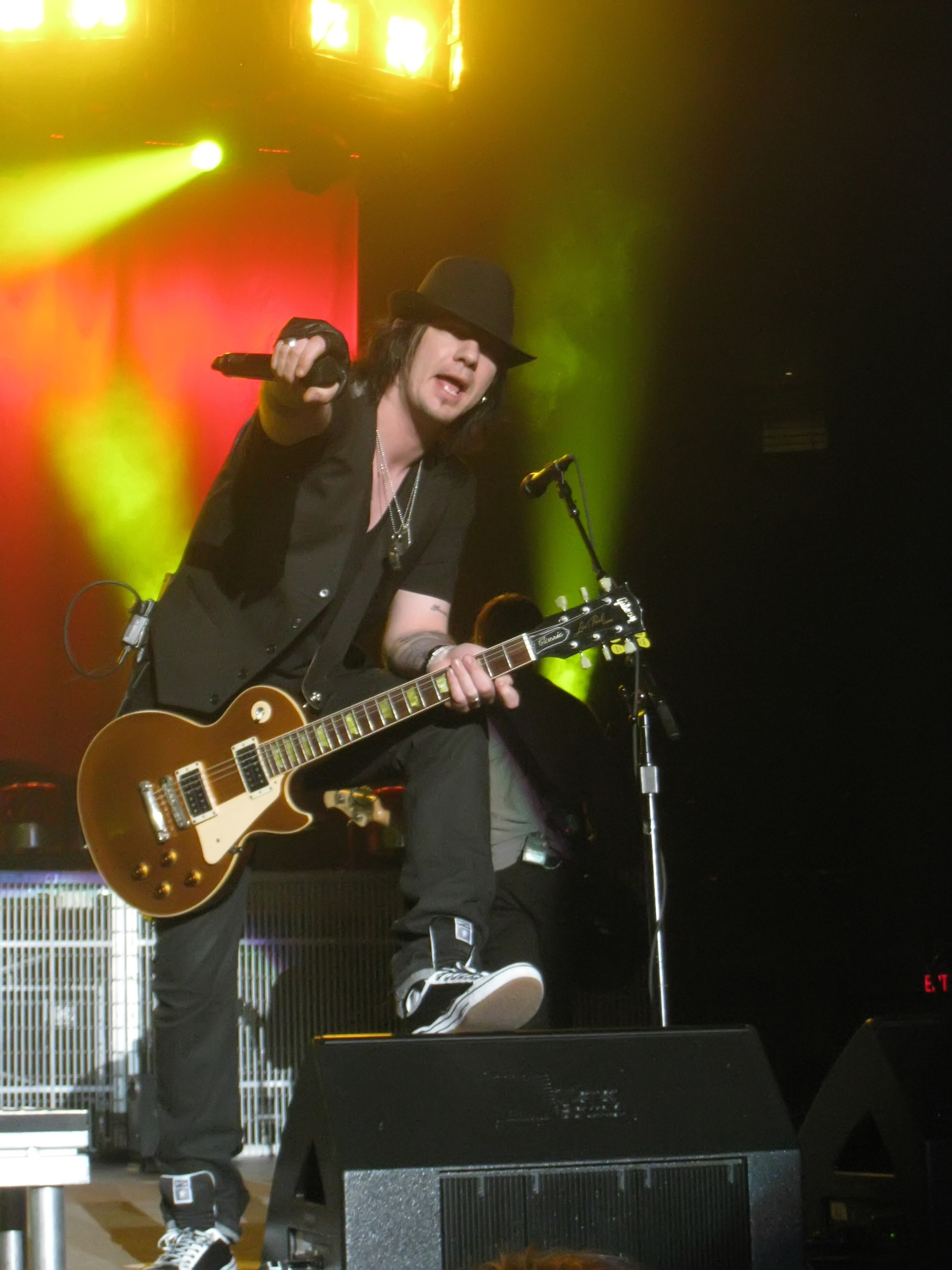
Adam Gontier, uno dei due frontman dei Three Days Grace

L'album fu generalmente accolto con recensioni favorevoli. Il recensore Dave Doray del sito IGN disse dell'album: "Errori? Non ce ne sono molti". Heather Phares di AllMusic disse al riguardo: "l'energia della band e l'aderenza alle formule dell'alternative metal – il tutto unito con un songwriting conciso e dei ritornelli inaspettatamente belli – si traduce in alcune tracce potenti che sono più memorabili rispetto al lavoro di molti dei loro coetanei". Ella tuttavia criticò l'album per la sua semplicità, concludendo, "i Three Days Grace sono sicuramente una delle più promettenti band alternative metal degli anni 2000; essi hanno solo bisogno di aggiungere qualche carattere distintivo in più al loro sound".
Per supportare l'album omonimo, i 3DG nel 2003 pubblicarono il loro primo singolo, I Hate Everything About You, la canzone del precedente demo con cui la band si era guadagnata il contratto discografico con la Jive Records. La canzone ricevette grandissimi ascolti in radio e divenne in poco tempo immediatamente riconoscibile, venendo considerata come "il pezzo esplosivo" che ha fatto arrivare al successo la band. Seguirono i singoli Just Like You, Home e Wake Up (quest'ultimo come singolo lanciato esclusivamente nelle radio canadesi), il primo del 2003, gli altri due del 2004.
Dopo il reclutamento del chitarrista solista Barry Stock nel tardo 2003, i 3DG furono impegnati continuamente in un tour durato quasi due anni per sostenere il loro grande debutto con la casa discografica. L'album raggiunse la nona posizione nella Billboard Canadian Albums e la sessantanovesima nella Billboard 200; la band inoltre vinse il disco di platino negli Stati Uniti dalla RIAA nel dicembre 2004, mentre fu premiata con il doppio platino dalla CRIA in Canada.

### One-XeLive at the Palace(2006-2008)
Nel periodo in cui il primo album dei 3DG divenne un successo popolare con l'uscita del loro primo singolo, I Hate Everything About You, seguito da altri due singoli, Just Like You ed Home, il cantante del gruppo Adam Gontier sviluppò una dipendenza dall'analgesico conosciuto come Ossicodone. Dopo il termine del tour per il loro primo album, la band seppe che non poteva più proseguire la propria carriera con le condizioni in cui Adam si trovava, così nel 2005, con l'appoggio della propria famiglia, dei suoi amici e dei membri della band, Adam Gontier si ricoverò in un centro di riabilitazione.
Durante la terapia, Gontier, triste e scoraggiato, cominciò a scrivere i testi di canzoni che parlavano di come si sentiva e di quello che stava attraversando in riabilitazione: fra queste vi sono Never Too Late, Pain e Animal I Have Become (quest'ultima parla appunto delle conseguenze della droga), che avrebbero fatto parte del successivo lavoro dei 3DG e sarebbero state pubblicate, insieme a Riot, come singoli. Adam Gontier completò con successo la terapia nel centro di recupero; egli e la band ritennero che la pace e la tranquillità riconquistate sarebbero state necessarie per registrare un secondo album di successo.
I membri del gruppo cercarono un luogo per comporre l'album, ma trovarono soltanto un casolare nel nord dell'Ontario, in Canada, dove essi sperimentarono, testarono e praticarono i nuovi pezzi. Dopo tre mesi al casolare, i 3DG avevano all'incirca terminato le canzoni che avrebbero fatto parte del loro secondo album. Fra le canzoni che avrebbero scelto di includere, vi erano quelle che Gontier aveva scritto mentre era nel centro di riabilitazione. Di questi pezzi, il secondo album ne conteneva almeno più di quattro: fra queste innanzitutto Animal I Have Become, primo singolo estratto da One-X ed uscito qualche mese prima dell'album, il cui testo era stato scritto da Adam mentre questi si stava riprendendo dalla dipendenza di Ossicodone; fra le altre canzoni riguardanti parecchio la persona e l'esperienza del cantante vi erano Over and Over e Gone Forever, come anche i due singoli di successo Pain e Never Too Late.
In un'intervista del 2006, Adam Gontier disse che il materiale dell'album è più personale rispetto al precedente lavoro della band perché era venuto fuori dalla sua esperienza con la dipendenza, l'abuso di droghe e la riabilitazione che aveva costituito due anni della sua vita. L'album, intitolato One-X e prodotto da Howard Benson, venne in seguito pubblicato il 13 giugno 2006, e fu il lavoro di debutto per il nuovo chitarrista Barry Stock. I singoli Animal I Have Become e Pain uscirono nel 2006, Never Too Late e Riot nel 2007.
Il nuovo album fu accolto con recensioni generalmente di diverso parere. La rivista Toronto Star complimentò l'album con il titolo recensivo "One CD worth buying..." ("Un CD che vale la pena acquistare...") e si focalizzò sui testi, dicendo: "I testi ti parlano davvero, soprattutto se stai attraversando un momento difficile della tua vita". Corey Apar di AllMusic ne elogiò la musicalità, dicendo che "resta orecchiabile nonostante l'oscurità dei suoi testi". L'album ricevette alcune critiche negative.

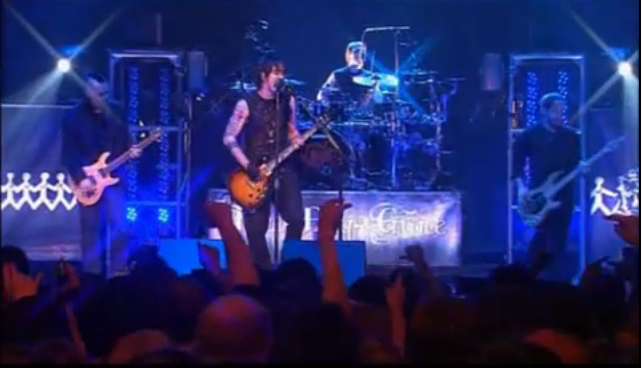
I Three Days Grace durante un concerto tenutosi nel 2008 al Palace di Auburn Hills, a Detroit, in Michigan

Apar sottolineò che i Three Days Grace sono "scarsamente innovativi" nel loro approccio con la composizione di musica e che "ulteriori caratteristiche distintive" aiuterebbero la band a diversificarsi "dai loro coetanei alternative metal".
One-X raggiunse la posizione numero due della Billboard Canadian Albums e al numero cinque della Billboard 200, vendendo 78 000 copie negli Stati Uniti nella prima settimana dopo la distribuzione. Il primo singolo estratto, Animal I Have Become, è stato il maggior successo dei 3DG, diventando il brano rock più suonato in Canada nel 2006. L'album portò la band a diventare l'artista rock numero uno in airplay del 2007 negli Stati Uniti e nel Canada, venendo classificata da Billboard come miglior artista rock di quello stesso anno. One-X venne eletto disco di platino dalla RIAA negli Stati Uniti il 30 agosto del 2007 e doppio platino dalla CRIA in Canada nel luglio del 2007.
I Three Days Grace andarono in tour negli USA ed in Canada durante la seconda metà del 2006 e tutto il 2007 per sostenere il successo di One-X. Negli inizi del 2008, i 3DG fecero un altro tour al fianco di altri due gruppi rock, Seether e Breaking Benjamin. Nel 2008 è stato pubblicato il DVD Live at the Palace, registrato dalla band durante un concerto al Palace di Auburn Hills, in Michigan.

### Life Starts Now(2009-2010)

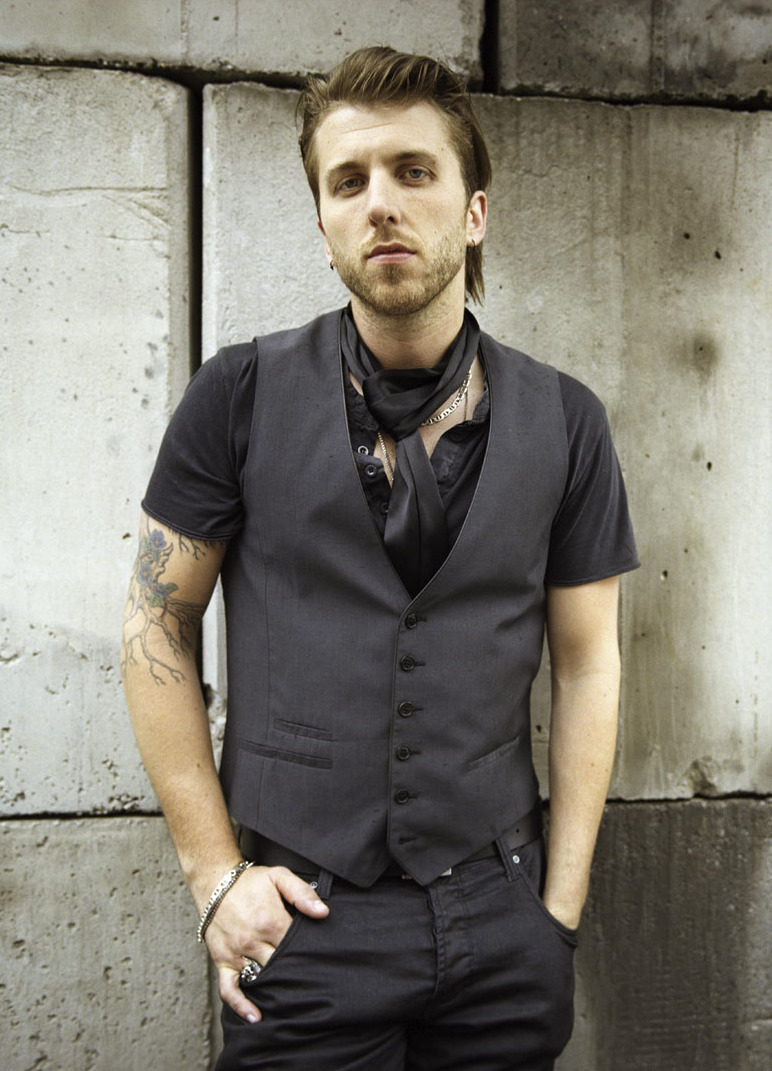
Neil Sanderson, batterista, tastierista e voce addizionale dei Three Days Grace

Durante il 2009, i 3DG hanno registrato il loro terzo album al The Warehouse Studio a Vancouver, in Columbia Britannica, ed a Los Angeles, con il produttore Howard Benson, che aveva lavorato con loro anche sul precedente One-X. L'album, intitolato Life Starts Now, è stato pubblicato il 22 settembre del 2009. Life Starts Now ha debuttato al terzo posto della Billboard 200, la più alta posizione in classifica dei Three Days Grace, ed ha venduto 79 000 copie nella prima settimana dopo la pubblicazione.
I critici, come anche i membri stessi della band, hanno sottolineato il distacco del nuovo album dal tono arrabbiato dei precedenti lavori, tendente verso uno stile più melodico che viene fuori da una visione maggiormente ottimista della vita. Secondo il chitarrista Barry Stock, il tema dell'album ruota intorno ad "un nuovo senso di vitalità" ed all'idea che "non si deve restare fermi in qualunque situazione con cui si ha a che fare. Che sia buona o avversa, è propria la scelta di fare un cambiamento".
L'album è stato accolto con recensioni di vario giudizio. Ben Rayner della rivista Toronto Star ne ha parlato con una recensione negativa, dicendo che non possiede "nessun sound proprio, solo un superficiale misto tra Nickelback e Linkin Park". Secondo il recensore di AllMusic James Christopher Monger, che ha elogiato l'album e l'ha votato con tre delle cinque stelle massime, Life Starts Now continua la tematica di One-X, i demoni interiori di Gontier, ma con un accenno di luce, di positività. Recensione più severa e negativa da parte di Ben Czajkowski di 411mania.com, il quale ha descritto l'album come "Noioso, blando, banale, trito, ritrito".
Il primo singolo estratto dall'album, Break, è stato pubblicato il 1º settembre del 2009; è stato pubblicato successivamente anche il singolo The Good Life. I 3DG in seguito hanno intrapreso un tour in Canada di 20 date durato fino al novembre e dicembre del 2009. Hanno capeggiato anche un tour negli Stati Uniti tra il gennaio e febbraio del 2010 con i Breaking Benjamin ed i Flyleaf. Il gruppo ha intrapreso un altro tour negli Stati Uniti come band principale, con il supporto di Chevelle ed Adelitas Way iniziato il 26 marzo del 2010 a Grand Rapids, in Michigan, e terminato il 16 aprile del 2010 a Springfield, in Massachusetts.
Life Starts Now ha partecipato alla nomination come miglior album rock ai Juno Awards del 2010, ma ha perso contro l'album Billy Talent III. Venerdì 28 maggio, a partire dalle 20.15, i 3DG si sono esibiti al festival musicale Rocklahoma.
Nell'aprile 2010, è stato annunciato che la band avrebbe capeggiato il tour per il Pointfest dello stesso anno, tenuto a St. Louis, in Missouri. Essi si trovano insieme a gruppi di supporto come Hollywood Undead and Seether.
Nel luglio 2010, è stato annunciato che i Three Days Grace sarebbero andati in tour con i Nickelback ed i Buckcherry, prendendo parte al Dark Horse Fall 2010 Tour.

### Transit of Venus(2012)
Il 13 maggio 2012 Adam Gontier ha rivelato sulla pagina Facebook della band di aver concluso la registrazione delle parti vocali per il nuovo album, e che sono quasi vicini alla conclusione.
La band finì di registrare il quarto album con un nuovo produttore discografico, Don Gilmore.
Il 5 giugno 2012 è stato annunciato il titolo del quarto album: Transit of Venus, pubblicato il 2 ottobre 2012. Il 13 agosto 2012 è stato reso pubblico il primo singolo estratto dal nuovo album, Chalk Outline.

### L'addio di Adam Gontier (2013) ed il suo progetto Saint Asonia
Il 9 gennaio 2013 viene riportato sul sito ufficiale che Matt Walst dei My Darkest Days avrebbe sostituito Adam Gontier durante i tour statunitensi del gruppo, che aveva dovuto allontanarsi dal gruppo per gravi problemi di salute. Lo stesso giorno, il gruppo rivela che, effettivamente, Gontier voleva lasciare il gruppo già da dicembre 2012, ma la notizia è stata data solamente quando il gruppo aveva trovato un sostituto.
Il 31 luglio 2015 esce il primo disco dei Saint Asonia, nuovo gruppo del cantante.

### Human(2014-2018)
Il 31 marzo 2014 viene annunciano il nuovo singolo Painkiller, il primo singolo del gruppo con alla voce il nuovo cantante Matt Walst.
Il 30 settembre 2014, viene pubblicato il singolo I Am Machine e viene annunciata la data di uscita per il quinto album, intitolato Human, prevista per il 31 marzo 2015. Il 23 marzo viene pubblicato il terzo singolo Human Race e il 15 settembre Fallen Angel come quarto singolo.
Il 18 novembre 2016 pubblica una cover di You Don't Get Me High Anymore dei Phantogram.

### Outsider, Explosionse il ritorno di Adam Gontier (2018-presente)
Il 25 gennaio 2018, viene pubblicato il singolo The Mountain; nello stesso giorno viene annunciata la data di uscita del sesto album, intitolato Outsider, prevista per il 9 marzo.
Il 16 febbraio viene pubblicato il singolo I Am An Outsider e il 2 marzo il singolo Right Left Wrong.
Nella seconda metà dello stesso anno, la Band parte per vari Tour in giro per il mondo, fra cui l'Europa (in particolare la Gran Bretagna), il Canada e gli USA.
Il 22 luglio 2020 il gruppo pubblica la cover del brano Somebody That I Used to Know. Il 29 novembre 2021 viene pubblicato su YouTube il video del loro nuovo singolo So Called Life, che anticipa l'uscita dell'album Explosions, il 6 maggio 2022. Il 17 febbraio 2022, viene pubblicato sul canale YouTube della Band il singolo Neurotic, che vede la collaborazione di Lukas Rossi. L'11 aprile 2022 viene pubblicato sul canale YouTube della band il videoclip del singolo Lifetime.
Il 3 ottobre 2024 il gruppo annuncia la reunion con il cantante Adam Gontier, mantenendo Matt Walst all'interno della formazione. Il 22 Novembre il gruppo pubblica il brano Mayday su tutte le piattaforme di streaming e download disponibili, oltre a rilasciare il video musicale ufficiale sul canale YouTube della band.

## Formazione

### Formazione attuale
- Brad Walst – basso (1997-presente) cori (2011-presente)
- Neil Sanderson – batteria, percussioni, cori (1997-presente), tastiere (2008-presente)
- Adam Gontier – voce, chitarra ritmica (1997-2013, 2024-presente), chitarra solista (1997-2003, 2024-presente)

- Matt Walst – voce (2013-presente), chitarra ritmica (2017-presente)
- Barry Stock – chitarra solista (2003-presente), chitarra ritmica (2013-2017)

## Discografia

### Album in studio
- 2003 – Three Days Grace
- 2006 – One-X
- 2009 – Life Starts Now
- 2012 – Transit of Venus
- 2015 – Human
- 2018 – Outsider
- 2022 – Explosions

## Videografia
- 2008 – Live at the Palace